# 全国高等学校定時制通信制軟式野球大会
全国高等学校定時制通信制軟式野球大会（ぜんこくこうとうがっこうていじせいつうしんせいなんしきやきゅうたいかい）は、日本の定時制や通信制高校生を対象とした軟式野球の全国大会。定時制通信制の高校野球である。会場は主に東京都の明治神宮野球場や近辺の球場で行われる。「もうひとつの甲子園」や、全日制の軟式野球大会に続くかたちで、「二つ目の甲子園」とも呼ばれる。

## 概要

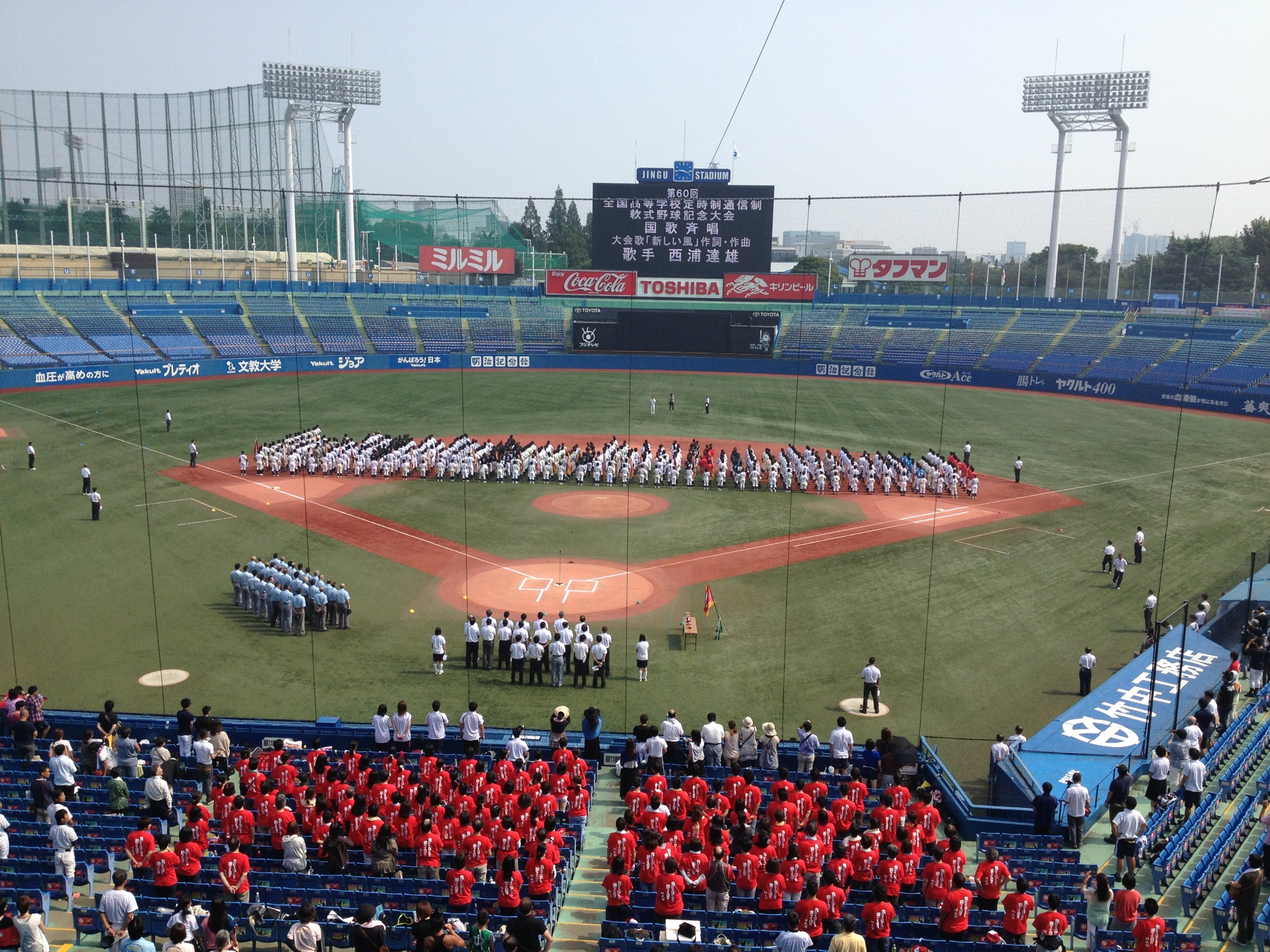
開会式の様子（第60回大会）

第1回大会は1954年（昭和29年）に、参加校6校で開催された。全国高等学校定時制通信制体育大会としては軟式野球大会は一番古い歴史がある。最初は定時制のみの大会だったが、第15回大会に高松高等学校通信制が参加して以来、定時制通信制高校の野球大会として開催している（大会名が「定時制大会」から「定時制通信制大会」に変更になったのは第21回大会からである）。現在は20校程度が出場し、2008年は史上最多の45校が出場した。大会歌は2004年度から西浦達雄の「新しい風」が採用された。最多優勝は、天理高等学校（奈良）の19回である。
また人数不足を補うためなどから、全日制の男子硬式・軟式大会と異なり女子生徒も選手として登録・出場が認められている。

### 大会開催のきっかけ
定時制独自の大会が存在しなかった昭和28年当時、群馬県の藤岡高校の定時制野球部は全日制同様、群馬県の高野連軟式野球大会に参加し、見事県予選大会に優勝したが、定時制4年生の二次予選の出場資格が認められず、再三の協議も空しく、結局二次予選に出場したのは全日制の前橋商業高校となった事に対し、「働きながら学ぶ定時制生徒に青春時代の喜びと希望を与える事ができない」と考え、藤岡高校と同じ定時制の高崎商業高校の教師須藤喜八郎を中心に定時制高校独自の大会を企画し、昭和28年の秋に県内で初めての定時制高校独自の軟式野球大会が開催された。
そして翌年昭和29年には1都8県の定時制高校主事協会を通じて大会開催を呼びかけ、集まった1都4県の6校で、現大会の第1回大会として開催された。その後、回を重ねるごとに参加県は増え、後に現在の全都道府県参加の大規模な大会となった経緯をもつ定時制高校教師達の手作りで始まった全国大会である。

### 出場校

#### 地方大会と代表校
その年の参加校数によって異なるが、ここ数年は、参加校数の多い東京都では予選大会の優勝と準優勝の2校と茨城県、千葉県、兵庫県、埼玉県、京都府、福岡県、大阪府、神奈川県、北海道、沖縄県の道府県から各1校の出場となるが、その他の県では参加校が少ないため各県の予選大会が開催されたのち（場所によっては開催されずそのまま）13の地区で二次予選大会を開催し、各地区で1校の代表を決める（参加校数により区分けが変更される場合もある）。
| 北海道   | 1校  |
| 茨城県   | 1校  |
| 埼玉県   | 1校  |
| 千葉県   | 1校  |
| 東京都   | 2校  |
| 神奈川県 | 1校  |
| 京都府   | 1校  |
| 大阪府   | 1校  |
| 兵庫県   | 1校  |
| 福岡県   | 1校  |
| 沖縄県   | 1校  |
| 合計     | 12校 |

| 北東北地区（青森県・岩手県・秋田県）       | 1校  |
| 南東北地区（宮城県・山形県・福島県）       | 1校  |
| 北関東地区（栃木県・群馬県）               | 1校  |
| 山静地区（山梨県・静岡県）                 | 1校  |
| 信越地区（長野県・新潟県）                 | 1校  |
| 北陸地区（富山県・石川県・福井県）         | 1校  |
| 東海地区（岐阜県・愛知県・三重県）         | 1校  |
| 近畿地区（滋賀県・奈良県・和歌山県）       | 1校  |
| 東中国地区（岡山県・鳥取県）               | 1校  |
| 西中国地区（広島県・島根県・山口県）       | 1校  |
| 四国地区（徳島県・香川県・愛媛県・高知県） | 1校  |
| 東九州地区（大分県・宮崎県・鹿児島県）     | 1校  |
| 西九州地区（佐賀県・長崎県・熊本県）       | 1校  |
| 合計                                       | 13校 |

通常はこの25校程度の出場となるが、記念大会になるとこの地区（二次予選）大会がなくなり、一部を抜く各都道府県で一校の出場となり、通常の大会の2倍に近い47校程度が出場する。

### メディアの取り上げ
奈良県・五條高校定時制野球部の監督として1978年の大会に出場した児童文学作家の川村たかしが、「もう一つの甲子園」と題して毎日新聞に寄稿。その記事を読んで1977年の大会が雨天続きのために途中中止になったことを知った萩本欽一が、翌年から自らの番組である『欽どこ』で定通大会を毎年継続的に取り上げ、「もう一つの甲子園」の名とともに全国に知られるようになる。一時期は神宮球場の内野バックネットスタンド一階席をほぼ埋めてしまうほどの観客を集めたが、欽どこの番組終了後、次第にまた寂れて行った。しかし当時をきっかけにして当大会を観戦しに来る人も少なくない。なお、2024年1月発行の『日本教育』誌によると、「欽ちゃんファミリー」の一員で日本航空高等学校通信制課程東京キャンパスの校長である小西博之は、本大会のPRをすべく計画中であると語っている。
その他では、夕方のニュースの特番で当大会に出場する代表校のドキュメンタリーで大会が取り上げられることがしばしばある。年齢層が広く、選手によっては仕事や家庭を持ちながら野球に取り組む姿が注目されていた。

## 定時制通信制の高校野球
定時制や通信制であっても、全国高等学校定時制通信制軟式野球連盟に加盟せず、日本高等学校野球連盟に加盟することで全国高等学校野球選手権大会（出場選手の年齢・職歴制限がある）等に出場することが可能である。学校によっては日本学生野球憲章に抵触する学年・年齢や商業活動などの職歴がある生徒に配慮して前者（軟式）と後者（主に硬式）の両方の野球部を設ける例もあり、定時制・通信制と全日制の併設校では高野連加盟野球部に定時制・通信制および全日制の両方から所属する例もある。また、近年は特に私立の通信制高校においては高野連に加盟する野球部を設けて活動する例も増えており、甲子園出場を果たす高校もある（但し、他校野球部で登録歴のある生徒の編入や年齢、職歴などは他の加盟校同様の制限が適用される）。
80年代頃までは公立の有力校において定時制に在籍しながら主力選手となったり、甲子園出場を果たすケースも見られた。但し、規定により4年生次は原則として公式戦に出場できない場合が多い。
そのなかで定時制通信制（定通）での野球に取り組む環境は多様であり、通常、定時制高校は夜間の開校が多く、全日制と定時制を設置している高校では定時制の生徒のみでカリキュラム、部活動が構成されていることが多い。昼間は全日制による施設の使用のために部活動の練習時間は通常の全日制の部活動と比べると少なく、放課後の部活動時間は1、2時間程度しか取れないことも多い。近年は昼夜に開校する多部制・単位制等の学校も増加している。
通信制高校でも月数回のスクーリングが中心のために練習できる日数も限られ、その他野球練習ができるグランドがないという学校も少なくないなど、定通制の練習環境が恵まれているとは言い難い。特に2011年は、東日本大震災の影響により、夜間定時制の部活動時間は主に授業終了後の夜であるが、首都圏の電力不足による節電により東京電力管轄の夜間定時制高校でグランドの照明が自粛され、充実した練習ができない事が多かった。

## 全国大会の試合風景

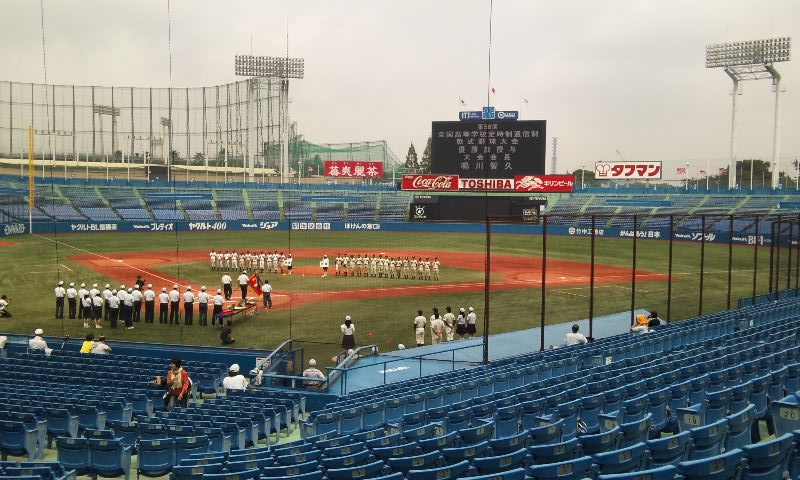
閉会式の様子：優勝校の奈良県代表天理高校と準優勝の岡山県代表烏城高校（写真は第58回大会閉会式明治神宮野球場から）

全日制高校野球ほどの知名度はなくスタンドは閉会式でもまばらとした感じであり、地元の東京都代表など近辺の地域代表校の試合になるとスタンドに観客が多少ながら目立つようになるが、沖縄、北海道などの遠い学校などは、安易に数えられる程度の人しかあつまらないなど、学校によって「温度差」が激しい。
2010年代にかけて数年間連続出場していた広島県代表の師友塾高等学校（閉校）では、定通大会では珍しく、地元などの在校生含めた大応援団が遠方から集結し「かっとばせコール」や手拍子などで応援をしているほか、2012年度東京都代表の八王子拓真高校では、当校のブラスバンド部が合奏し、全日制の高校野球のような応援風景もみられた。
ちなみに毎年使われている駒沢球場では、鳴り物が禁止されている。

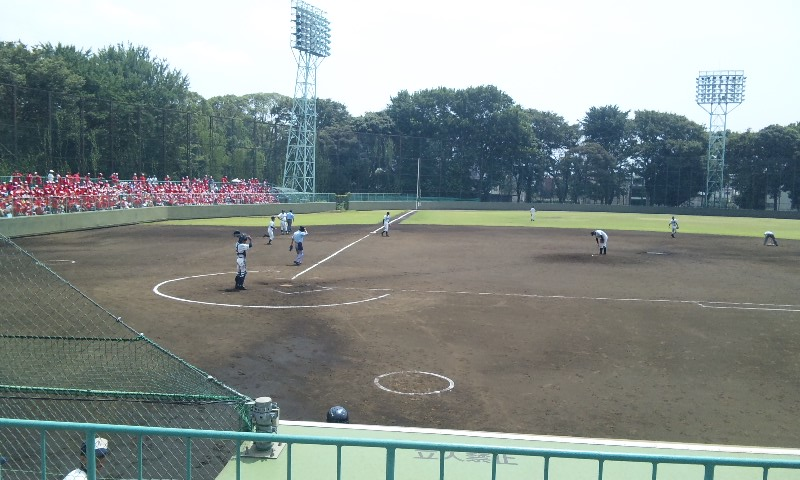
広島県代表の師友塾高校 対 新潟県代表の高田南城高校の試合。向こうのスタンドに見える赤い集団が師友塾応援団である（第58回大会初戦:駒沢球場）

2023年に開催された第70回大会はNHKの同時ドキュメントでその様子が放映された。

## 歴代優勝校
| 回 | 開催年 | 出場校 | 優勝校                      | 結果         | 準優勝校                   | 備考                   |
| -- | ------ | ------ | --------------------------- | ------------ | -------------------------- | ---------------------- |
| 1  | 1954年 | 6校    | 第三商毛利分校（東京）      | 7x - 0       | 鹿沼農商（栃木）           |                        |
| 2  | 1955年 | 8校    | 高萩（茨城）                | 2 - 0        | 宇都宮工（栃木）           |                        |
| 3  | 1956年 | 11校   | 紅葉川（東京）              | 3 - 0        | 沼津工（静岡）             |                        |
| 4  | 1957年 | 10校   | 宇都宮工（栃木）            | 1x - 0       | 新潟市工（新潟）           |                        |
| 5  | 1958年 | 13校   | 花巻南（岩手）              | 3 - 0        | 青森商（青森）             |                        |
| 6  | 1959年 | 15校   | 法政第二工（神奈川）        | 1 - 1 5x - 1 | 高松（香川）               | 延長18回引き分け再試合 |
| 7  | 1960年 | 16校   | 矢板（栃木）                | 2 - 0        | 洛北（京都）               |                        |
| 8  | 1961年 | 17校   | 八王子工（東京）            | 1 - 0        | 桐生（群馬）               |                        |
| 9  | 1962年 | 20校   | 甲府商（山梨）              | 5 - 3        | 秩父農工皆野分校（埼玉）   |                        |
| 10 | 1963年 | 21校   | 八王子工（東京）            | 1 - 0        | 富士（静岡）               | 延長11回               |
| 11 | 1964年 | 21校   | 倉敷市工（岡山）            | 2 - 0        | 足利工（栃木）             |                        |
| 12 | 1965年 | 23校   | 倉敷市工（岡山）            | 2 - 1        | 鏡ヶ岡（新潟）             | 大会2連覇              |
| 13 | 1966年 | 29校   | 足利工（栃木）              | 2 - 1        | 奈良商工（奈良）           |                        |
| 14 | 1967年 | 32校   | 黒沢尻工（岩手）            | 3 - 2        | 東海大実（静岡）           |                        |
| 15 | 1968年 | 34校   | 東海大実（静岡）            | 5 - 2        | 鏡ヶ岡（新潟）             |                        |
| 16 | 1969年 | 37校   | 東海大実（静岡）            | 4x - 1       | 足利工（栃木）             |                        |
| 17 | 1970年 | 31校   | 東海大実（静岡）            | 4x - 1       | 東大寺学園（奈良）         | 大会3連覇              |
| 18 | 1971年 | 30校   | 湘南・通（神奈川）          | 1x - 0       | 二ツ井（秋田）             |                        |
| 19 | 1972年 | 30校   | 湘南・通（神奈川）          | 7x - 0       | 長岡工（新潟）             | 大会2連覇              |
| 20 | 1973年 | 39校   | 岡谷竜上（長野）            | 4x - 0       | 安達東（福島）             |                        |
| 21 | 1974年 | 29校   | 湘南・通（神奈川）          | 7x - 4       | 嘉穂（福岡）               |                        |
| 22 | 1975年 | 29校   | 科技工・豊田・通（愛知）    | 10x - 0      | 高崎工（群馬）             |                        |
| 23 | 1976年 | 29校   | 松江北・通（島根）          | 2 - 1        | 湘南・通（神奈川）         | 延長14回               |
| 24 | 1977年 | 28校   | 雨天中止                    | 雨天中止     | 雨天中止                   | 雨天中止               |
| 25 | 1978年 | 40校   | 高松・通（香川）            | 3 - 1        | 湘南・通（神奈川）         |                        |
| 26 | 1979年 | 28校   | 湘南・通（神奈川）          | 4x - 0       | 嘉穂（福岡）               |                        |
| 27 | 1980年 | 29校   | 松江北・通（島根）          | 3 - 1        | 科技高・小倉・通（福岡）   |                        |
| 28 | 1981年 | 28校   | 熊本工（熊本）              | 2x - 1       | 沼田（群馬）               |                        |
| 29 | 1982年 | 29校   | 松江北・通（島根）          | 3 - 2        | 湘南・通（神奈川）         |                        |
| 30 | 1983年 | 44校   | 科技高・川崎・通（神奈川）  | 6x - 3       | 国泰寺（広島）             |                        |
| 31 | 1984年 | 29校   | 科技高・川崎・通（神奈川）  | 9x - 1       | 蕨（埼玉）                 |                        |
| 32 | 1985年 | 29校   | 科技高・川崎・通（神奈川）  | 1 - 0        | 科技高・日進・通（愛知）   | 大会3連覇              |
| 33 | 1986年 | 29校   | 天理（奈良）                | 4 - 1        | 県陽（埼玉）               |                        |
| 34 | 1987年 | 29校   | 科技高・川崎・通（神奈川）  | 3 - 2        | 高知工（高知）             |                        |
| 35 | 1988年 | 45校   | 科技高・川崎・通（神奈川）  | 1x - 0       | 天理（奈良）               | 大会2連覇              |
| 36 | 1989年 | 29校   | 筑紫丘（福岡）              | 7x - 1       | 那覇商（沖縄）             |                        |
| 37 | 1990年 | 29校   | 筑紫丘（福岡）              | 3 - 1        | 秋田中央（秋田）           | 大会2連覇              |
| 38 | 1991年 | 30校   | 天理（奈良）                | 3 - 2        | 松江北・通（島根）         |                        |
| 39 | 1992年 | 30校   | 東海工・通（愛知）          | 1 - 0        | 羽田工（東京）             |                        |
| 40 | 1993年 | 46校   | 足立（東京）                | 16 - 4       | 四日市工（三重）           |                        |
| 41 | 1994年 | 30校   | 松江北・通（島根）          | 5x - 2       | 湘南・通（神奈川）         |                        |
| 42 | 1995年 | 30校   | 那覇商（沖縄）              | 13x - 4      | 静岡商（静岡）             |                        |
| 43 | 1996年 | 30校   | 湘南・通（神奈川）          | 5x - 4       | 天理（奈良）               |                        |
| 44 | 1997年 | 31校   | 科技高（東京）              | 4 - 0        | 中央大（東京）             |                        |
| 45 | 1998年 | 47校   | 湘南・通（神奈川）          | 8x - 2       | 綾羽（滋賀）               |                        |
| 46 | 1999年 | 30校   | 徳風・通（三重）            | 2 - 1        | 湘南・通（神奈川）         |                        |
| 47 | 2000年 | 30校   | 静岡中央（静岡）            | 2x - 0       | 鴨沂（京都）               |                        |
| 48 | 2001年 | 30校   | 徳風・通（三重）            | 4 - 3        | 静岡中央（静岡）           |                        |
| 49 | 2002年 | 30校   | 湘南・通（神奈川）          | 4x - 3       | 那覇商（沖縄）             |                        |
| 50 | 2003年 | 47校   | 湘南・通（神奈川）          | 8x - 0       | 新宿山吹（東京）           |                        |
| 51 | 2004年 | 26校   | 湘南・通（神奈川）          | 3x - 2       | 朱雀（京都）               | 大会3連覇              |
| 52 | 2005年 | 26校   | 天理（奈良）                | 2x - 1       | 湘南・通（神奈川）         |                        |
| 53 | 2006年 | 26校   | 徳風・通（三重）            | 11 - 3       | 那覇商（沖縄）             |                        |
| 54 | 2007年 | 26校   | 天理（奈良）                | 11 - 4       | 徳風・通（三重）           |                        |
| 55 | 2008年 | 44校   | 天理（奈良）                | 1 - 0        | 徳風・通（三重）           |                        |
| 56 | 2009年 | 25校   | 天理（奈良）                | 7 - 1        | 尼崎工（兵庫）             |                        |
| 57 | 2010年 | 25校   | 天理（奈良）                | 9 - 3        | 飛鳥（東京）               |                        |
| 58 | 2011年 | 25校   | 天理（奈良）                | 9 - 1        | 烏城（岡山）               |                        |
| 59 | 2012年 | 25校   | 天理（奈良）                | 9 - 0        | 静岡中央（静岡）           |                        |
| 60 | 2013年 | 45校   | 天理（奈良）                | 8 - 1        | 大宮中央（埼玉）           |                        |
| 61 | 2014年 | 25校   | 天理（奈良）                | 2 - 0        | 愛知工（愛知）             |                        |
| 62 | 2015年 | 25校   | 天理（奈良）                | 7 - 0        | 師友塾・通（広島）         |                        |
| 63 | 2016年 | 25校   | 天理（奈良）                | 9 - 4        | 操山（岡山）               |                        |
| 64 | 2017年 | 25校   | 天理（奈良）                | 6 - 5        | 八王子拓真（東京）         | 延長11回               |
| 65 | 2018年 | 25校   | 天理（奈良）                | 16 - 0       | 日本ウェルネス・通（東京） |                        |
| 66 | 2019年 | 25校   | 天理（奈良）                | 8 - 3        | 八王子拓真（東京）         |                        |
| 67 | 2020年 | 25校   | 大会中止                    | 大会中止     | 大会中止                   | 大会中止               |
| 68 | 2021年 | 25校   | 天理（奈良）                | 7 - 0        | 神村学園・福岡・通（福岡） |                        |
| 69 | 2022年 | 25校   | 天理（奈良）                | 15 – 8       | 大智学園（東京）           | 大会15連覇             |
| 70 | 2023年 | 20校   | 星槎国際・東京・通（東京2） | 11 – 8       | 大智学園（東京1）          |                        |
| 71 | 2024年 | 20校   | 天理（奈良）                | 3 – 0        | 大智学園（東京）           |                        |
| 72 | 2025年 | 21校   |                             |              |                            |                        |